# Thijs Maalderink
Thijs Maalderink (Utrecht, 18 november 1984) was een Nederlandse radiopresentator. Hij was sidekick van het dagelijkse middagprogramma De Wild in de Middag op NPO Radio 2.

## Biografie
Maalderink studeerde biomedische technologie aan de Universiteit Twente in Enschede. Hij was radiopresentator bij Enschede FM en evenementenzenders van de Universiteit Twente. In 2010 ging hij aan de slag bij AmsterdamFM. Bij dat radiostation zou hij tot 2013 actief blijven. Maalderink werd intussen invaller in de nacht van Q-music in de zomer van 2011. In de periode daarna was hij diskjockey bij KX Radio en Crush Radio.
Eind 2012 kwam Maalderink in de 3FM DJ School. Sedert januari 2014 presenteerde hij voor BNNVARA het programma Thijs, aanvankelijk op NPO 3FM, vanaf januari 2016 op NPO Radio 2. Vanaf 2014 presenteerde hij daarnaast De Wereld van BNN op NPO Radio 1.
Maalderink werd de vaste invaller voor Vroeg op Frank op NPO Radio 2 en van Roelof de Vries in De Nieuws BV. In de zomer van 2016 presenteerde hij het zomerprogramma Twee aan Zee tijdens de zomerstop van Spijkers met koppen. In 2017 presenteerde hij op zaterdag en zondag het ochtendprogramma EHBO-show (Eerste Hulp Bij Opstaan) op NPO Radio 2. Bij de invoering van de nieuwe programmering op 1 januari 2018 werd het programma opgeheven. Na een aantal maanden in de nacht van zondag op maandag een programma gehad te hebben, werd Maalderink in november 2018 de vaste sidekick van het programma De Wild in de Middag.
Van december 2020 tot februari 2022 werkte Maalderink als redacteur bij het programma De Staat van Stasse.

## Programmaoverzicht

### Radio
| Periode    | Programma                             | Functie                  | Opmerkingen                                                          |
| ---------- | ------------------------------------- | ------------------------ | -------------------------------------------------------------------- |
| 2010       | Het Ochtendhumeur                     | DJ/Presentator           | Voor AmsterdamFM                                                     |
| 2011-2013  | Amsterdam Wordt Wakker                | DJ/Presentator           | Voor AmsterdamFM                                                     |
| 2011       | Q-nacht                               | DJ                       | Voor Q-Music Nederland                                               |
| 2014-2016  | Thijs                                 | Dj                       | Voor NPO 3FM (tot april 2016) Voor NPO Radio 2 (vanaf februari 2016) |
| 2014-2016  | Druktemakers                          | Presentator              | Voor NPO Radio 1                                                     |
| 2014-2016  | De Wereld van BNN                     | Presentator              | Voor NPO Radio 1                                                     |
| Zomer 2016 | Twee aan Zee                          | Presentator              | Voor NPO Radio 2                                                     |
| 2017       | De EHBO-show: Eerste Hulp Bij Opstaan | DJ                       | Voor NPO Radio 2                                                     |
| 2018       | Thijs Maalderink                      | DJ                       | Voor NPO Radio 2                                                     |
| 2018-2020  | De Wild in de Middag                  | Sidekick                 | Voor NPO Radio 2                                                     |
| 2020-2022  | De Staat van Stasse                   | Samensteller / redacteur | Voor NPO Radio 2                                                     |

Huidige: · Annemieke Schollaardt · Bart Arens · Carolien Borgers · Evelien de Bruijn · Corné Klijn · Daniël Lippens · Desiree van der Heiden · Dolf Jansen · Eddy Keur · Emmely de Wilt · Evert Duipmans · Jan-Willem Roodbeen · Jeroen Kijk in de Vegte · Jeroen van Inkel · Leo Blokhuis · Martine ten Klooster · Morad El Ouakili · Paul Rabbering · Ruud de Wild · Shay Kreuger ·Tannaz Hajeby · Thomas Hekker · Willemijn Veenhoven
Voormalige: Alfred van de Wege · Andrew Makkinga · Bert Haandrikman · Bert Kranenbarg · Cees van Zijtveld · Cielke Sijben · Daniël Dekker · Edwin Diergaarde · Felix Meurders · Ferry Maat · Frank du Mosch · Frits Sissing · Frits Spits · Gerard Ekdom · Giel Beelen · Gijs Staverman · Hans Schiffers · Henk van Steeg · Jan Paul Grootentraast · Jasper de Vries · Jeanne Kooijmans · Jeroen Mulder · Jetske van Staa · Jurgen van den Berg · Karel van Cooten · Kasper Kooij · Kimberley Dekker · Malou Holshuijsen · Marc Adriani · Marisa Heutink · Mart Smeets · Miranda van Holland · One'sy Muller · Peter Schuiten · Peter van Bruggen · Rick van Velthuysen · Rob Stenders · Roeland van Zeijst · Ron Stoeltie · Rutger Radstaake · Ruud Hermans · Sander de Heer · Sander Guis · Sara Kroos · Simone Walraven · Ted de Braak · Thijs Maalderink · Thomas van Vliet · Timur Perlin · Toine van Peperstraten · Tom Mulder · Will Luikinga · Yora Rienstra· Wouter van der Goes· Frank van 't Hof · Stefan Stasse  ·